# 弁天娘。
弁天娘。（べんてんむすめ。、生年不明3月21日 - ）は、日本の女子プロレスラー。身長と体重は、その日の気分次第。出身地は不明。世の中の不景気と女子プロレスの低迷化に活を入れるため大阪弁天町から生まれて美しく過激な神様という設定。

## 経歴
- 2010年3月21日、OSAKA女子プロレス世界館大会の対華名戦でデビュー。

## 得意技
- サウスヴァティー

## 入場曲
- ラムのラブソング（松谷祐子）